# Вестола-Гјаре (Парма)
Вестола-Гјаре је насеље у Италији у округу Парма, региону Емилија-Ромања.
Према процени из 2011. у насељу је живело 216 становника. Насеље се налази на надморској висини од 489 м.